# ポイオ

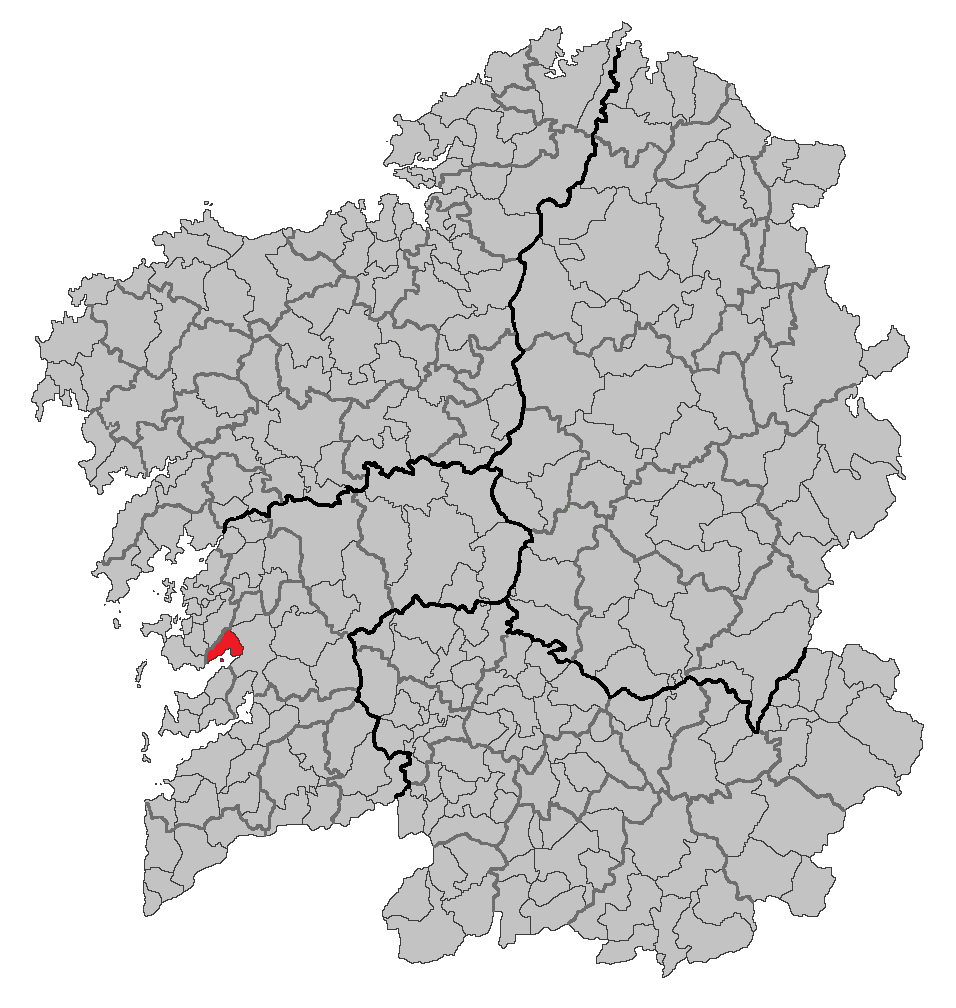
ガリシア州内の位置

ポイオ（Poio）は、スペイン、ガリシア州、ポンテベドラ県の自治体、コマルカ・デ・ポンテベドラに属する。ガリシア統計局によると、2012年の人口は16,642人（2010年：16,309人、2009年：16,043人）である。住民呼称は、男女同形のpoiense。カスティーリャ語表記はPoyo（ポジョ）。
ガリシア語話者の自治体人口に占める割合は90.93%（2001年）。

## 地理
ポイオはポンテベドラ県の西部、リア・デ・ポンテベドラの最奥部に位置し、コマルカ・デ・ポンテベドラに属する。隣接する自治体は、北がメイスとバーロ、東がポンテベドラ、西がサンシェンショとメアーニョの各自治体と隣接、南はリア・デ・ポンテベドラに面している。自治体中心地区はサン・ショアン・デ・ポイオ教区のオ・コンベント地区。 
ポイオはポンテベドラ司法管轄区に属す。

### 人口
住民は5の教区の66の地区（集落）に居住する。
| ポイオの人口推移 1900－2010                             |
|                                                         |
| 出典:INE（スペイン国立統計局）1900年 - 1991年、1996年 - |

## 政治
自治体首長はガリシア民族主義ブロック（BNG）のルシアーノ・ソブラル・フェルナンデス（Luciano Sobral Fernández）、自治体評議員はガリシア民族主義ブロック：8、ガリシア国民党（PPdeG）：7、ガリシア社会党（PSdeG-PSOE）：2となっている（2011年5月22日の自治体選挙結果、得票順）。
| 1999年6月13日自治体選挙 |        |        |          |
| 政党                    | 得票数 | 得票率 | 獲得議席 |
| BNG                     | 3,852  | 49.94% | 9        |
| PPdeG                   | 2,026  | 26.27% | 5        |
| PSdeG-PSOE              | 1,073  | 13.91% | 2        |
| AVPOIO                  | 614    | 7.96%  | 1        |
| DG                      | 64     | 0.83%  | 0        |

首長当選者：ルシアーノ・ソブラル・フェルナンデス（BNG）
| 2003年5月25日自治体選挙 |        |        |          |
| 政党                    | 得票数 | 得票率 | 獲得議席 |
| BNG                     | 4,107  | 48.85% | 9        |
| PPdeG                   | 2,547  | 30.30% | 5        |
| PSdeG-PSOE              | 989    | 11.76% | 2        |
| CDS                     | 640    | 7.61%  | 1        |

首長当選者：ルシアーノ・ソブラル・フェルナンデス（BNG）
| 2007年5月27日自治体選挙 |        |        |          |
| 政党                    | 得票数 | 得票率 | 獲得議席 |
| PPdeG                   | 3,313  | 38.81% | 7        |
| BNG                     | 3,271  | 38.32% | 7        |
| PSdeG-PSOE              | 1,508  | 17.67% | 3        |
| IDEP                    | 314    | 3.68%  | 0        |

首長当選者：ルシアーノ・ソブラル・フェルナンデス（BNG）
| 2011年5月22日自治体選挙 |        |        |          |
| 政党                    | 得票数 | 得票率 | 獲得議席 |
| BNG                     | 3,796  | 43.67% | 8        |
| PPdeG                   | 3,486  | 40.10% | 7        |
| PSdeG-PSOE              | 1,225  | 14.09% | 2        |

首長当選者：ルシアーノ・ソブラル・フェルナンデス（BNG）

## 名所・史跡
- サン・ショアン・デ・ポイオ修道院（Convento de San Xoán de Poio） - 司教Fructuoso de Bragaによって7世紀に創設、その後レオン王ベルムード3世（Bermudo III de León）によって再建されたと伝えられる。この修道院について言及している現存する最古の記録は942年のものである。
- タンボ島（Illa de Tambo） - 州政府（Xunta de Galicia、シュンタ・デ・ガリシア）によって大西洋諸島自然公園（Parque Nacional das Illas Atlánticas）に指定された。

## 教区
ポイオは5の教区に分けられる。太字は自治体中心地区のある教区。
- コンバーロ（サン・ローケ）
- ポイオ（サン・サルバドール）
- ポイオ（サン・ショアン）
- ラショー（サン・グレゴリオ）
- サミエイラ（サンタ・マリーア）